# Kabrousse
Kabrousse (ou Cabrousse) est un village côtier du Sénégal, situé en Basse-Casamance, à quelques kilomètres au sud de Cap Skirring. Il fait partie de la communauté rurale de Diembéring, dans l'arrondissement de Kabrousse, le département d'Oussouye et la région de Ziguinchor.

## Histoire
Autrefois Kabrousse était le siège d'une royauté diola.
Le boukout (cérémonie d'initiation diola) a été célébré à Kabrousse en juillet 2009.

## Population
Kabrousse comprend trois quartiers : Mossor, Nialou et Kadiaye. Lors du dernier recensement (2002), Kabrousse Mossor comptait 1 352 habitants et 188 ménages. Pour Kabrousse Nialou, les chiffres étaient de 1 309 habitants et 182 ménages et pour Kabrousse Kadiaye de 585 personnes pour 82 ménages.
Le village de Cabrousse (ou Kabrousse) constitue la principale source de main-d’œuvre du secteur hôtelier (à la suite de l’implantation successive des hôtels sur le long de ses plages depuis 1960). Malgré la forte cohabitation avec le monde occidental, le rapprochement avec d’autres cultures (les populations venues de partout pour profiter des recettes du tourisme), la population de Cabrousse reste toujours ancrée sur ses valeurs traditionnelles anciennes. Raison pour laquelle on dit qu’à Cabrousse 100 % de la population est « animiste », avant d’être musulman ou chrétien. Les cérémonies telles que le boukout (initiation chez les Diola), le Kassarah (sacrifices initiés par la reine Aline Sitoé Diatta de Cabrousse pour avoir  de meilleures saisons des pluies), concernent tout le monde sans exceptions de religions. 
Les populations ont su conserver un système de solidarité communautaire solide même si aujourd’hui il est menacé par une solidarité organique et une sorte d’individualisme engendrée par l’essor du capitalisme et la recherche du profit. Les recettes du tourisme et des activités annexes sont les causes de mutations sociales et d’un léger passage de société de type égalitaire à une société plus ou moins inégalitaire. Les niveaux de vie au sein des populations connaissent une évolution inéquitable selon les ménages. 
Le village de Cabrousse est constitué en majorité de jeunes âgés de 0 à 15 ans. Il a une population de plus de 5 000 habitants, et est essentiellement constitué de Diolas.
Huit écoles dont deux maternelles (une privée et une publique), trois primaires (une privée et deux publiques), deux collèges (un privé laïc et un public) et un lycée couvrent la localité. Un poste de santé et une maternité sont les seules  garants de la santé des villageois. 
Le riz constitue l’alimentation de base et la tradition orale reste le moyen de communication et de transmission de savoirs le plus utilisé dans le cadre de l’accès à l’information.

## Activités économiques
Grâce à sa plage et aux cases typiques de l'architecture diola, Kabrousse vit essentiellement du tourisme. Le village constitue avec Boucotte Wolof la principale source de main-d'œuvre du secteur touristique.

## Personnalités
- Aline Sitoé Diatta, reine et héroïne de la résistance casamançaise, est née à Nialou[2].